# 노정 (영화)
노정(老井, Old Well)은 중국에서 제작된 오천명 감독의 1986년 드라마, 멜로/로맨스 영화이다. 장이머우 등이 주연으로 출연하였고 왕안경 등이 제작에 참여하였다.

## 출연

### 주연
- 장이머우

### 조연
- 여려평